# リュウキュウマメガキ
リュウキュウマメガキ（琉球豆柿、学名: Diospyros japonica）は、カキノキ属の落葉高木である。別名、シナノガキともよばれる。中国名は、山柿。
日本では関東地方以西の本州、四国、九州、沖縄に分布し、日本以外では中国にも分布する。山地の日当たりのよい谷間や斜面に生育する。

## 特徴
落葉広葉樹の高木。高さは、8 - 10メートル (m) になる。幹の樹皮は灰褐色から黒褐色で細かく割れる。若木の樹皮は滑らかであるが、成木の樹皮は縦に浅く裂ける。成木の樹皮の色合いや割れ具合は、カキノキ（学名: Diospyros kaki）に似ている。一年枝は緑褐色で短毛がある。葉は互生し、大きさは長さ6 - 18センチメートル (cm) 、幅4 - 7 cmで、先端は尖った形である。葉裏は粉白色を帯び、ほとんど無毛であるが、葉脈上にはまばらに毛がある。側脈は7 - 8対ある。葉柄は1 - 3 cmである。
花期は6月。雌雄異株で、黄白色の花を着ける。雄花は1 - 3個ずつ対につくことが多く、花柄は長さ約2ミリメートル (mm) 、花梗は長さ約1 mmである。花冠はやや細く、先が4裂、裂片は黄色から橙赤色を帯びる。萼は4裂する。雄しべは16本である。雌花は1個または2 - 3個の房状に着く。花冠は長さ約7 mm、筒部は長さ約5 mmである。柱頭は4裂し、裂片の先がさらに小さく2裂する。雄花と同じく、がくは4裂する。果実は直径2 cmぐらいの球形から扁球形で、日本では10 - 11月に橙色･黒紫色に成熟する。乾燥気味の熟した果実は美味しく食べられる。
冬芽は卵形で熟した柿色で、わずかに毛があり、枝先に仮頂芽をつけ、枝に側芽が互生する。葉痕は半円形で、維管束痕が1個つく。近似種のマメガキ（学名: Diospyros lotus var. laevis）は中国原産で、冬芽での同定は困難だといわれる。